# Patrick Chung
Patrick Christopher Chung (Kingston, 19 agosto 1987) è un ex giocatore di football americano giamaicano che ha militato nel ruolo di safety nella National Football League (NFL). Fu scelto nel corso del secondo giro (34º assoluto) del Draft NFL 2009. Al college ha giocato a football a Oregon.

## Carriera professionistica

### New England Patriots
Chung fu scelto dai New England Patriots nel secondo giro del draft 2009. Nella settimana 6 contro i Tennessee Titans mise a segno il suo primo intercetto, oltre a 8 tackle. Dopo avere iniziato come titolare una sola gara nella sua stagione da rookie, divenne la safety titolare a tempo pieno nel 2010. Nella prima settimana mise a segno un record personale di 16 tackle contro i Cincinnati Bengals. Nel secondo tempo della partita del 4 ottobre 2010, un Monday Night Football contro i Miami Dolphins, Chung bloccò sia un punt che un field goal, che portarono in entrambi i casi a un touchdown per i Patriots. In seguito ritornò un intercetto per 51 yard in touchdown. La sua stagione si chiuse con 13 presenze su 14 come titolare. L'anno successivo giunse fino al Super Bowl XLVI con New England, dove fece registrare 6 tackle e un passaggio deviato nella sconfitta contro i New York Giants.

### Philadelphia Eagles
Il 12 marzo 2013, Chung firmò coi Philadelphia Eagles, dove passò una sola stagione prima di essere svincolato.

### Ritorno ai Patriots
Chung firmò nuovamente con New England il 3 aprile 2014. Quell'anno partì come titolare in 15 partite su 16, con 85 tackle e un intercetto. Il 9 gennaio 2015 firmò un rinnovo contrattuale triennale con la squadra.
Il 5 febbraio 2017 partì come titolare nel Super Bowl LI, disputato dai Patriots contro gli Atlanta Falcons e vinto dai primi, ai tempi supplementari (prima volta nella storia del Super Bowl), con il punteggio di 34-28. Alla fine della stagione 2018 partì come nuovamente come titolare nel Super Bowl LIII vinto contro i Los Angeles Rams per 13-3, conquistando il suo terzo anello.
Nella stagione 2020 decise di non scendere in campo a causa della pandemia di COVID-19.

## Palmarès

### Franchigia
- Super Bowl : 3

New England Patriots: XLIX, LI, LIII
- American Football Conference Championship: 5

2011, 2014, 2016, 2017, 2018